# Divisió de Nasik
La divisió de Nasik (o Nashik) és una entitat administrativa de Maharashtra, formada en part per la regió històrica de Khandesh amb la vall del Tapti. La capital és Nasik. La superfície és de 57.268 km² i la població al cens de 2001 consta com 15.774.064 habitants. Està formada pels següents districtes:
- Districte d'Ahmednagar
- Districte de Dhule
- Districte de Jalgaon
- Districte de Nandurbar
- Districte de Nasik

## Història
La divisió de Nasik estava formada inicialment pels districtes de Nasik, Ahmednagar, West Khandesh i East Khandesh; aquestos dos froen reanomenats Jalgaon i Dhule respectivament, per les seves capitals; del districte de Dhule es va segregar el de Nandurbar.
Hi ha la proposta de segregar Malegaon de Nasik i Shreerampir d'Ahmednagar.